# Herman von Hebel
Herman von Hebel (né le 22 novembre 1961 à Coevorden) est un juriste néerlandais. Il a occupé diverses positions au sein des juridictions pénales internationales, en particulier celle de Greffier. 

## Biographie

### Formation
Herman von Hebel est titulaire d'un LLM en droit de l'Université de Groningen délivré en 1987.

### Carrière

#### Au sein des tribunaux internationaux et internationalisés
Conseiller juridique principal auprès du Tribunal pénal international pour l'ex-Yougoslavie de 2001 à 2006, il a rejoint ensuite le Tribunal spécial pour la Sierra Leone jusqu'en 2009 où sa dernière position était celle de Greffier.   
En décembre 2010, le Secrétaire général de l'Organisation des Nations Unies le nomme aux mêmes fonctions au sein du Tribunal spécial pour le Liban. En 2011, il lance de nouvelles expérimentations en matière de communication, par exemple en dialoguant sur Twitter avec le peuple libanais.   

#### Au sein de la Cour pénale internationale
Candidat à la succession de Silvana Arbia, il considère que les principaux défis du Greffe sont les suivants : une communication renforcée (en interne - c'est-à-dire entre les organes de la Cour - mais aussi en externe avec l'Assemblée des États parties ou encore les ONG) et la nécessité de garantir des niveaux de soutien adéquats pour que la Cour puisse continuer à se développer rapidement malgré l'imprévisibilité des activités. Il est élu Greffier par les juges de la Cour pénale internationale en mars 2013 pour une durée de cinq ans.  
Il se rend en République démocratique du Congo quelques mois après sa prise de fonctions afin de poursuivre la coopération avec les autorités nationales. En parallèle, il lance un projet de restructuration de la Cour.  
Son travail à la tête du Greffe est marqué par différentes polémiques portant sur la gouvernance : condamnations devant l'Organisation internationale du travail, climat de « défiance » autour de la réforme ReVision bien que la nouvelle organisation ait été jugée, par un audit externe, plus efficiente qu'auparavant.  
Le 13 mars 2018, il retire sa candidature pour un second mandat. Défendant son bilan, il quitte ses fonctions en indiquant que l'ensemble de ses réalisations a été guidé par le souci « de regagner la confiance des utilisateurs du Greffe, d'améliorer la qualité du travail du service et de mettre en ouvre des mesures fondées sur des gains d'économie et d'efficacité ». Peter Lewis prend sa suite la même année.

## Publications
- « An International Tribunal for the Former Yugoslavia - An Act of Powerlessness or a new Challenge for the International Community? », Netherlands Quarterly of Human Rights, vol. 11, n° 4, 1993, pp. 437-456.
- « Putting an end to impunity - From the Hague to Rome », Hague Yearbook of International Law, 1998, pp. 83-92.
- « Crimes within the jurisdiction of the Court » (avec Darryl Robinson), pp. 79-126, in R. S. Lee (eds.), The International Criminal Court, The Making of the Rome Statute, Issues - Negotiations - Results, La Haye, Kluwer Law International, 1999, 657 p.
- Reflections on the International Criminal Court - Essays in Honour of Adriaan Bos (codir. avec J. G. Lammers & J. Schukking), La Haye, TMC Asser Press, 1999, 211 p.
- « Some Comments on the Elements of Crimes for the Crimes of the ICC Statute », Yearbook of International Humanitarian Law, vol. 3, décembre 2000, pp. 273-288 (avec M. Kelt).